# La milla verda
La milla verda (títol original en anglès, The Green Mile) és una pel·lícula dramàtica dirigida per Frank Darabont l'any 1999. El guió va ser adaptat d'una novel·la homònima de Stephen King. Al repartiment hi trobem Tom Hanks, David Morse i Michael Clarke Duncan. S'ha doblat i subtitulat al català.
Malgrat que la pel·lícula va ser nominada a quatre Oscars menors l'any 2000 (entre ells el de millor guió adaptat) no en va guanyar cap.
El títol es refereix al recorregut que fan els condemnats a mort des de la seva cel·la fins a la cadira elèctrica, un recorregut aproximat d'una milla per un paviment verd.

## Argument
La pel·lícula tracta de la vida del funcionari de presons, en Paul Edgecomb, explicada per ell mateix i de com va conèixer en John Coffey, un presoner condemnat a la cadira elèctrica per l'assassinat de dues nenes.
L'home té un poder sobrenatural per eliminar el mal (tal com ell ho explica) de la gent i és capaç de curar malalties i ferides només tocant amb les mans.
L'argument tracta de la relació que l'Edgecomb i la resta de funcionaris tenen amb en Coffey els seus últims dies de vida.

## Repartiment
- Tom Hanks: Paul Edgecomb
  - Dabbs Greer representa una anterior versió de Paul Edgecomb
- Michael Clarke Duncan: John Coffey
- David Morse: Brutus "Brutal" Howell
- Bonnie Hunt: Jan Edgecomb
- James Cromwell: Hal Moores
- Michael Jeter: Eduard "Del" Delacroix
- Doug Hutchison: Percy Wetmore
- Sam Rockwell: William "Wild Bill" Wharton
- Jeffrey DeMunn: Harry Terwilliger
- Barry Pepper: Dean Stanton
- Patricia Clarkson: Melinda Moores
- Brent Briscoe: Bill Dodge
- Harry Dean Stanton: Toot-Toot
- Gary Sinise: Burt Hammersmith
- Graham Greene: Arlen Bitterbuck
- William Sadler: Klaus Detterick
- Bill McKinney: Jack Van Hay.
- Jon Polito: Guàrdia de la presó, bloc "D"
- Eve Brent: Elaine Connelly
- Paula Malcomson: Marjorie Detterick